# Raï
La música raï (àrab: راي, rāy, IPA: [rɑi]) és un estil de música folk originari d'Algèria que es remunta als anys 20 del segle passat. El naixement del raï es produeix en ciutats com Orà, Mostaganem o Chlef, entre la gent de barris populars i d'origen humil, essent freqüents lletres amb un alt contingut polític i social. Tradicionalment cantat per homes, durant el segle XX s'ha popularitzat també entre les dones. El gènere mescla instruments tradicionals, sintetitzadors, bateries electròniques i baixos, amb l'objectiu d'adaptar els gustos actuals als ritmes tradicionals de la zona. Així doncs, entre els estils que més han influït en el raï, en destaquen la música andalusina, la música àrab o ritmes beduïns com el desert blues.

## Etimologia

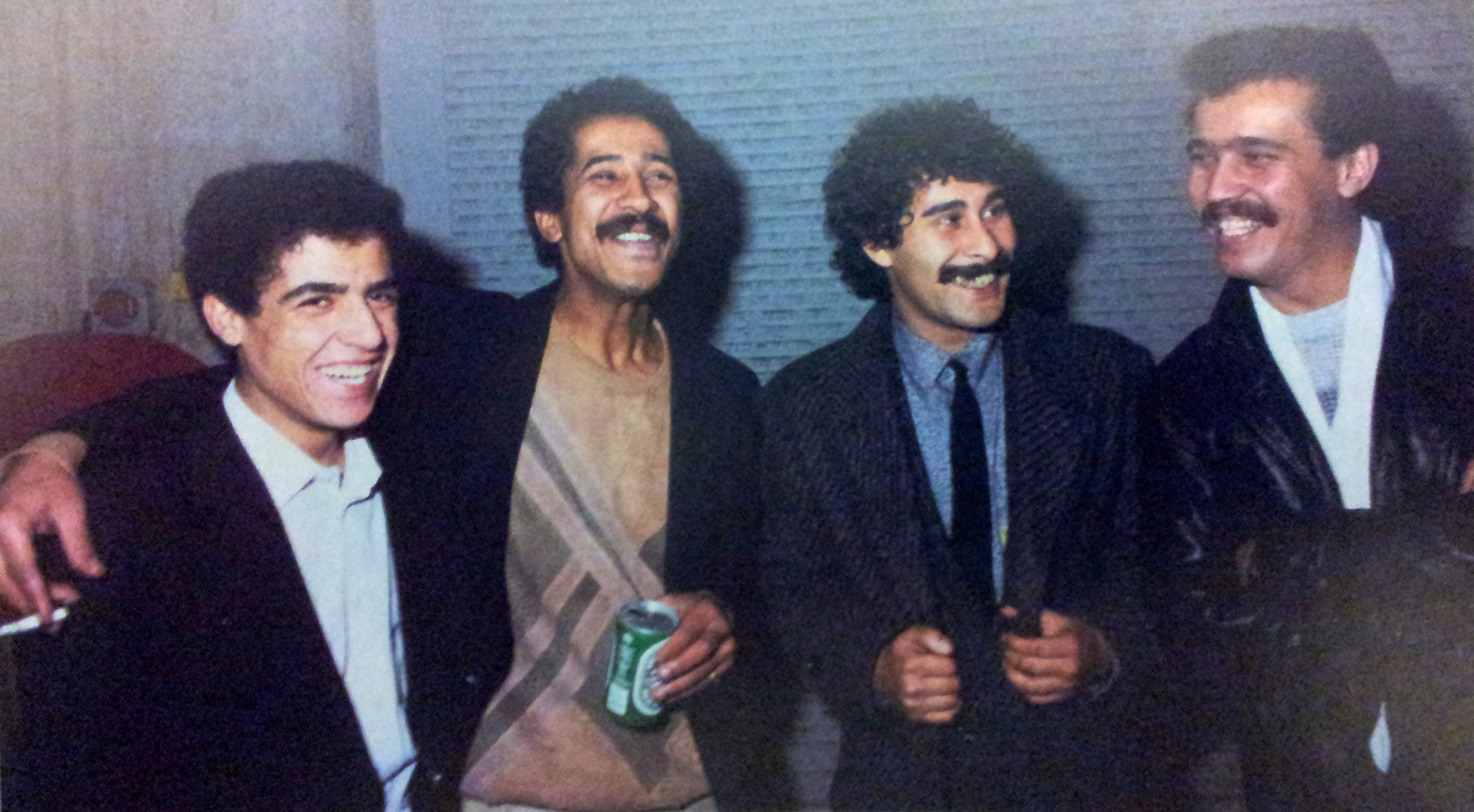
Festival de la cançó Raï a França (1986): d'esquerra a dreta Cheb Mami, Khaled, Cheb Hamid i Cheb Sahraoui.

El significat del mot raï (pronunciat en àrab algerià "rye" or "rah-AY) és ‘opinió’ o ‘consell’. D'altra banda, als cantants d'aquest gènere se'ls anomena amb freqüència chebs (o chabab, de l'àrab شاب, xābb, ‘jove’, pl. شباب, xabāb, ‘joves’), en oposició als xeics (de l'àrab شيخ, xayẖ, pl. شيوخ, xuyūẖ, ‘mestres’ o ‘ancians’), que és el nom que es dona tradicionalment als cantants d'estils de raï més antic o associats a la música chaabi. Segons el periodista Mohamed Balhi, que va ser el primer a estudiar aquest gènere quan aquest estava oficialment prohibit, aquest nom li ve de l'època en què els xeics (mestres) transmetien saviesa i consells en forma de poesia cantada en àrab dialectal. Ho feien seguint estils tradicionals, com ara la poesia melhoun (poesia popular escrita en àrab magribí dialectal) o l'estil musical wahrani, ambdós estils molt lligats a la música beduïna. Una explicació que complementa la de Balhi és la que defensa que el nom d'aquest estil musical té l'origen en la interjecció tant freqüent entre els cantants de les festes rituals i de música popular Ya raï, que es tradueix com ‘Va, digues!’, utilitzada per rellançar la inspiració dels músics i cantants populars. En el context de la música popular i de protesta doncs, el cantant es queixava de les pròpies desgràcies, pel que sense voler acusar cap persona, s'acusava a si mateix. Més concretament, aquesta queixa feia referència a la seva pròpia capacitat de discernir, que cedint-la als sentiments, la portat a prendre males decisions. Així, demanava als altres «Va, digues!», demanant consell o opinió per poder escollir millor.